# Otto Reinhold Strömfelt
Otto Reinhold Strömfelt, född 15 januari 1679, död 3 april 1746, var en svensk ämbetsman och politiker.

## Biografi

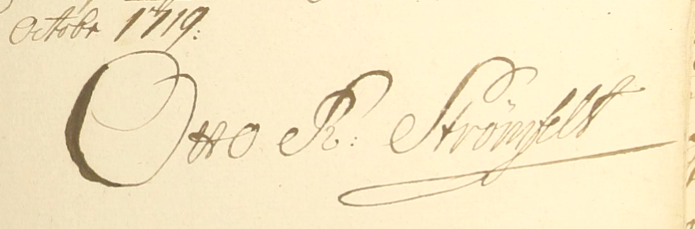
Strömfelts namnunderskrift 1719, källa: Västerbottens hövdingedömes Stat pro anno 1719, Västerbottens länsräkenskaper 1719, länsräkenskaper 1631-1820 (Riksarkivet), s. 9.

Strömfelt föddes som son till ståthållaren i Livland Gustaf Adolf Strömfelt och hans hustru Kristina Eliasbeth Taube af Karlö. Efter juridiska studier vid universitetet i Dorpat åtföljde han ambassadör Karl Bonde till fredskongressen i Rijswijk 1697, och därefter även 1698 beskickningen till England. 1700 anställdes Strömfelt som extra ordinarie kanslist vid Riksarkivet. 1701 utnämndes han till assessor i Dorpats landsrätt. 1704 blev han assessor i Livländska hovrätten. 1712 utsågs Strömfelt till lagman på Gotland, 1718 utsågs han till Lagman i Kalmar läns lagsaga. Vid riksdagen 1719 insattes Strömfelt i det utskott som hade till uppgift att utarbeta den nya regeringsformen. Han utsågs även 1719 till landshövding i Västerbottens län, men bytte samma år posten mot den som landshövding i Kopparbergs län.
1720 upphöjdes Strömfelt till friherrlig värdighet, och 1721 sändes han som andre minister att framförhandla freden i Nystad. 1723 utsågs Strömfelt till president i kammarkollegium. Var flera gånger på förslag till lantmarskalk. 1731 utsågs han till ledamot av sekreta utskottet. 1736 utnämndes Strömfelt till president i Svea hovrätt, och 1743 till president i Åbo hovrätt. Han avled i Stockholm 1746.

### Familj
Strömfelt gifte sig 19 mars 1708 i Knutby församling med Anna Magdalena Taube af Odenkat (1684–1758), dotter av amiralen Fredrik Evert Taube af Odenkat och grevinnan Beata Elisabet Wrangel af Adinal. De fick tillsammans barnen Didrika Beata Strömfelt (död 1749) som var gift med översten Johan Anders Strokirch, Ulrika Brita Strömfelt (1712–1714), Gustava Charlotta Strömfelt (1713–1751) som var gift med kaptenen Georg Adolf Fleetwood, Anna Magdalena Strömfelt (1714–1781) som var gift med överstelöjtnanten Johan Jakob Hammarfelt, Fredrika Elisabet Strömfelt (1715–1765) som var gift med presidenten Niklas Peter von Gedda, Christina Catharina Strömfelt (1717–1769), Ottiliana Strömfelt (1718–1751), Ulrika Eleonora Strömfelt (1722–1798), Hedvig Strömfelt (1723–1766) och en son (född 1726).